# Александр Гарден

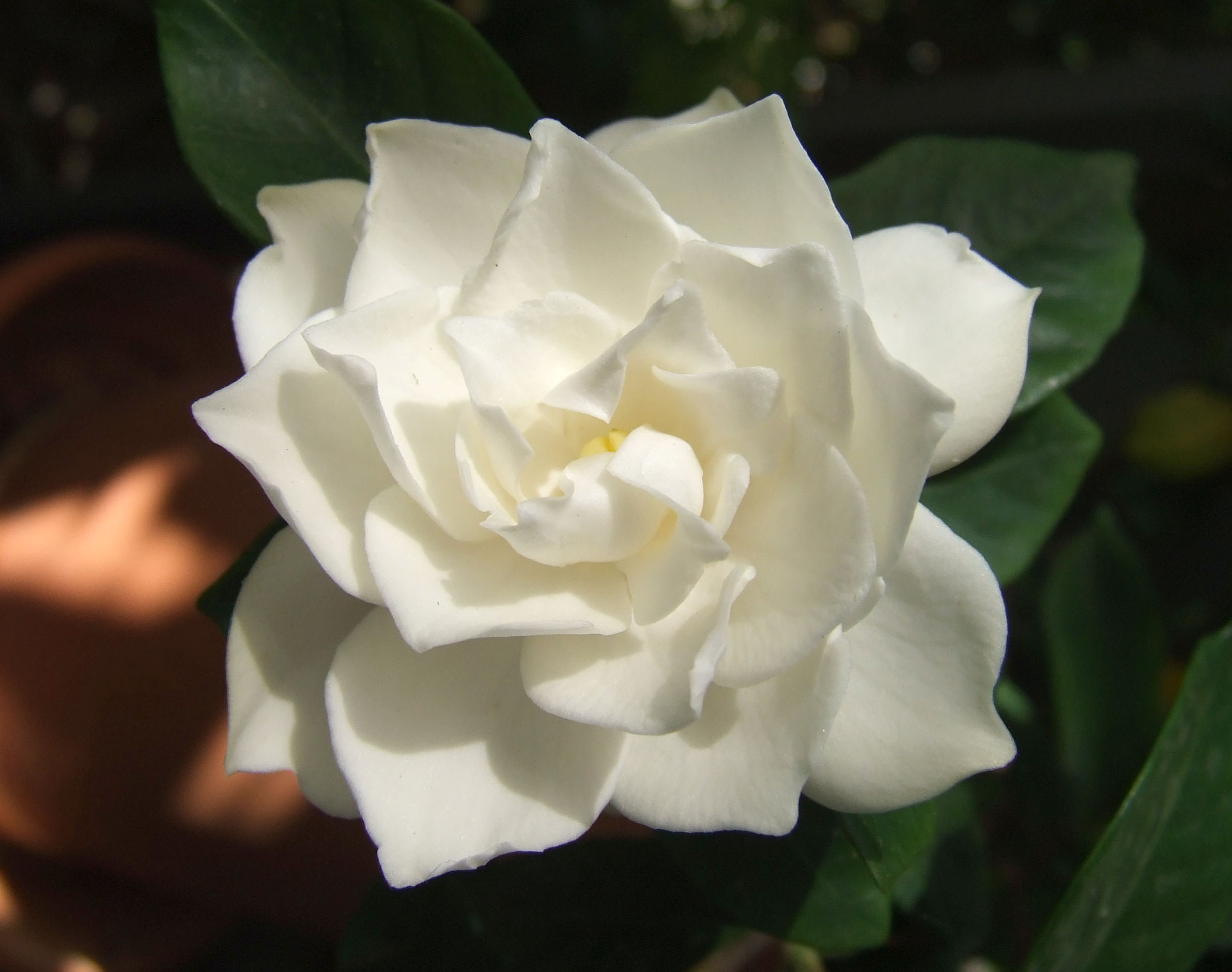
Квітка гарденії, названої на честь А.Гарднера

Александр Гарден (англ. Alexander Garden; 1730–1791) — британський колоніальний ботанік.

## Біографія
Александр Гарден народився у січні 1730 року в общині Бірс у Абердинширі, Шотландії у сім'ї політичного і релігійного діяча Александра Гардена (1685–1756). До 1746 року навчався в Марішаль-коледжі Абердинського університету, згодом продовжив навчання у Единбурзькому університеті у професора ботаніки Чарлза Олстона. З 1746 до 1750 року служив у британському флоті. У 1754 році Гарден став доктором медицини.
У 1752 році Гарден переїхав до міста Чарлстон у Південній Кароліні. До 1754 року він працював лікарем у громаді Принца Вільяма, потім, до 1783 року, був головним лікарем міста Чарльстон. На території свого маєтку Отранто Гарден створив свій власний ботанічний сад.
з 1755 року Александр був одружений з Елізабет Перон, у них було троє дітей.
Гарден вів листування з Карлом Ліннеєм та Джоном Еллісом, він пересилав їм описи рослин Нового Світу. У 1754 року він також познайомився з Вільямом Бартрамом.
У 1755 році Гарден був обраний членом Королівського товариства мистецтв, у 1768 році — Американського філософського товариства, у 1773 році — Лондонського королівського товариства.
Під час Американської революції Гарден залишався вірний британському уряду. У 1783 році він був вигнаний з США, а його маєток було віддано його синові, Александру Гардену (1757–1829), який підтримував незалежність Сполучених Штатів.
15 квітня 1791 року Александр Гарден помер від туберкульозу.

## Роди рослин, названі на честь А. Гардена
- Gardenia Colden, 1756, nom. rej. [syn.  Hypericum [Tourn.] L., 1753]
- Gardenia J.Ellis, 1761, nom. cons.